# Urbano VIII
Urbano VIII (Florencia, 5 de abril de 1568-Roma, 29 de julio de 1644) fue el papa 235.º de la Iglesia católica, entre 1623 y 1644.

## Orígenes y formación
Nacido con el nombre de Maffeo Barberini en el seno de una noble familia florentina al quedar huérfano de padre, fue enviado por su madre a Roma bajo la protección de su tío Francesco Barberini que ocupaba el cargo de protonotario apostólico. Educado por los jesuitas en el Colegio Romano pasó a la universidad de Pisa donde, en 1589, se doctoró en leyes.

## Carrera eclesiástica

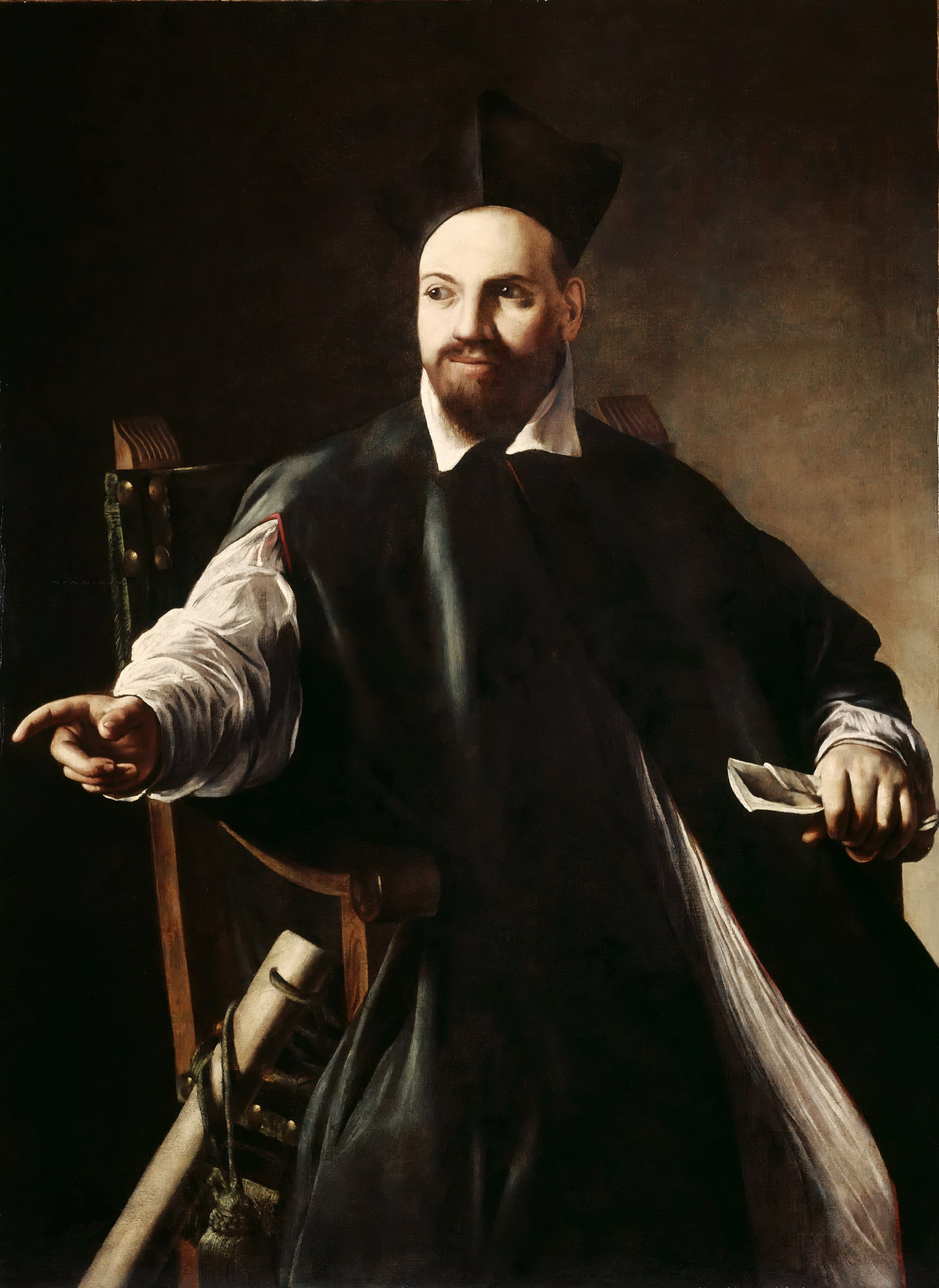
Retrato de Maffeo Barberini por Caravaggio (1598)

Tras volver a Roma, comenzó a trabajar para la administración pontificia como abreviador apostólico y refrendario del Tribunal Supremo de la Signatura Apostólica.
En 1592, el papa Clemente VIII le nombró gobernador de Fano y después protonotario apostólico hasta que, en 1601 fue nombrado legado papal y enviado a Francia para entregar a los reyes Enrique IV y María de Médici la fascie benedette con ocasión del nacimiento del futuro Luis XIII.
En 1604 fue nombrado arzobispo de Nazaret y enviado a París como nuncio apostólico hasta que en 1606 el papa Paulo V lo nombró cardenal presbítero, y en 1608 arzobispo de Spoleto.

## Papado

### Elección

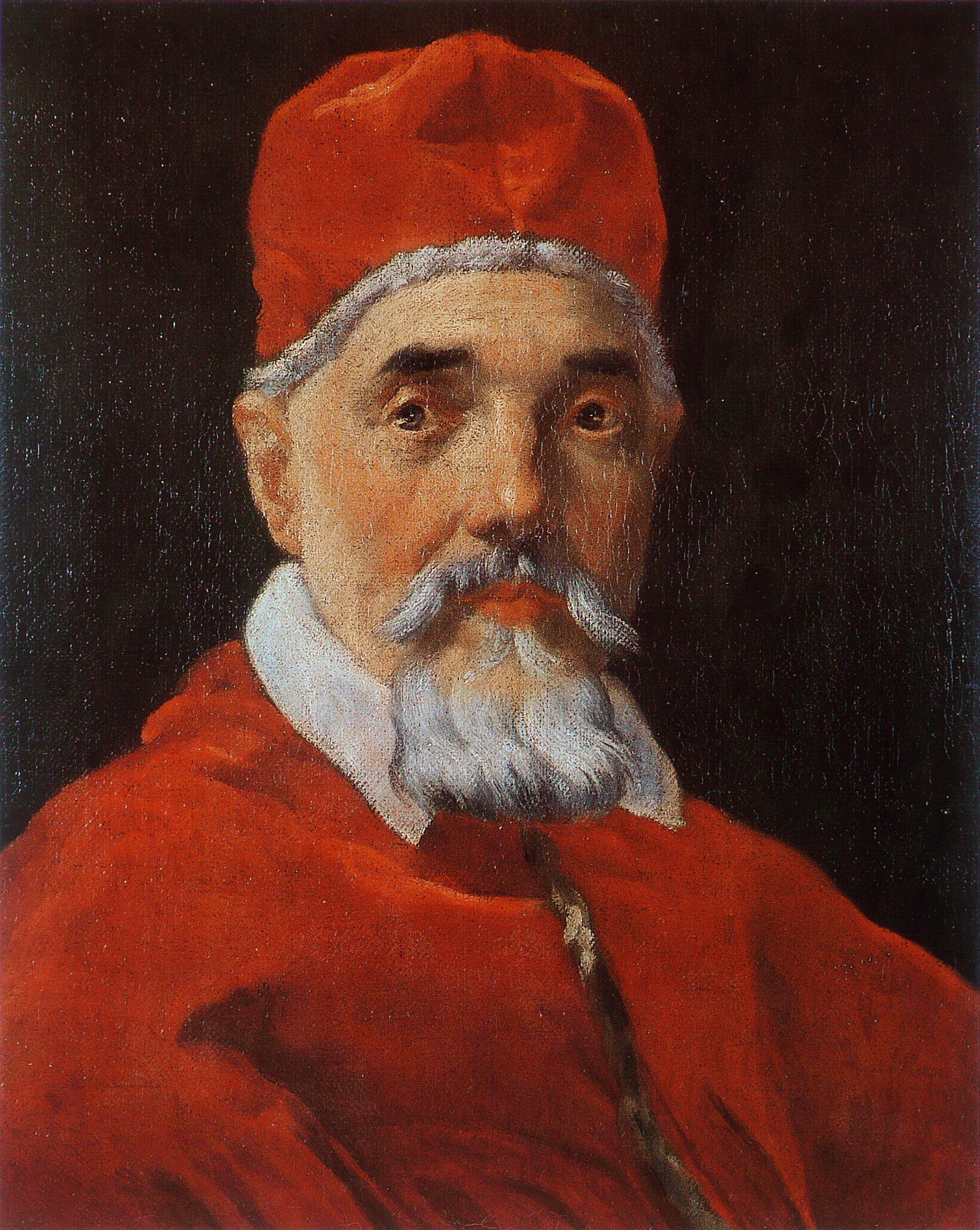
Retrato por Gian Lorenzo Bernini
(c. 1625, Galería Nacional de Arte Antiguo, Roma)

Tras la muerte de Gregorio XV, el Colegio cardenalicio estaba compuesto por sesenta y seis miembros de los que solo cincuenta y cuatro se reunieron en cónclave para designar al nuevo pontífice. 
Dividido en dos facciones, la española y la francesa, el cónclave no conseguía decantarse por un sucesor y solo tras varias sesiones, y ante el peligro que supuso una epidemia de malaria que se desató sobre Roma,  logró que finalmente cincuenta de los cardenales reunidos eligieran al cardenal Barberini como nuevo papa.
Una de sus primeras medidas como pontífice fue la canonización de Felipe Neri estableciendo además que los procesos de beatificación fueran exclusivos de la Santa Sede y prohibiendo el uso en las representaciones artísticas de la aureola en personas no beatificadas o canonizadas. Posteriormente también elevó a los altares a Isabel de Portugal (1625) y Andrés Corsini (1629) y también beatificó a Cayetano de Thiene (1629).
En 1639 reafirmó la prohibición de esclavizar a los indígenas.
Los Estados Pontificios se vieron incrementados durante su mandato con la incorporación del condado de Urbino. Esta anexión territorial se logró sin mediar una acción militar ya que el papa persuadió al anciano duque Francisco María II della Rovere para que le cediera sus posesiones que pasaron a engrosar las del papado. De esta forma se alcanzó la mayor extensión de que habían gozado nunca los territorios civilmente jurisdiccionales de la Iglesia.

### Nepotismo

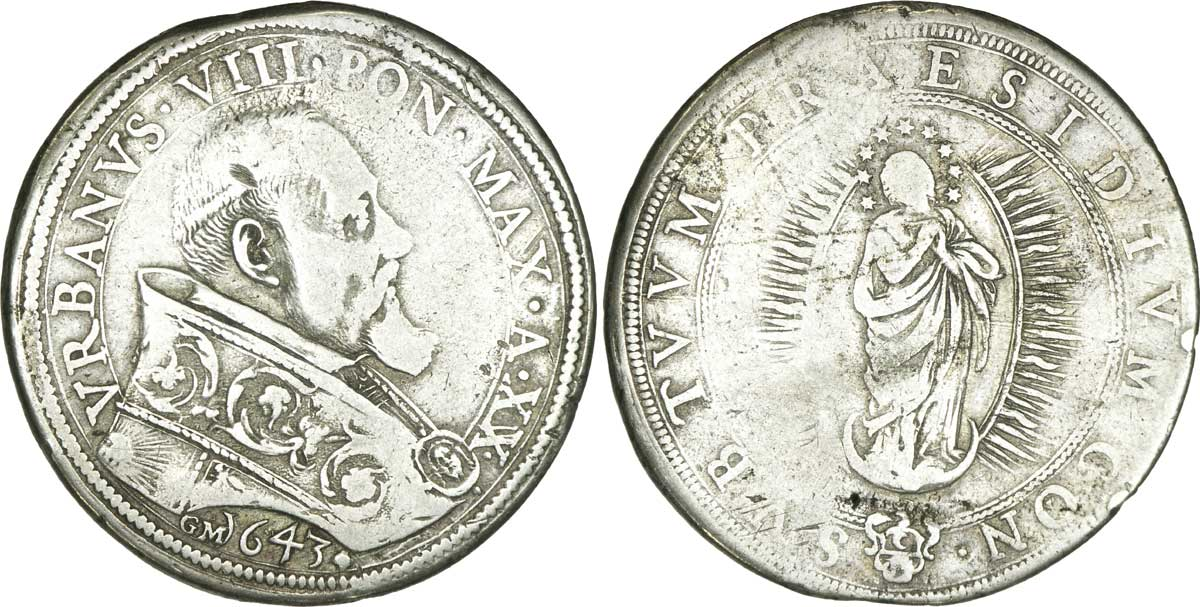
Efigie de Urbano VIII, 1643

A los pocos días de su nombramiento papal, Urbano VIII nombró cardenal a su sobrino Francesco Barberini, poniéndolo al frente de la Biblioteca Vaticana. A su también sobrino Antonio Barberini lo hizo igualmente cardenal, nombrándolo camarlengo y comandante en jefe de las tropas pontificias. Un tercer sobrino, Taddeo Barberini, fue nombrado prefecto de Roma y capitán general de la Iglesia. Por último, a su hermano Antonio Marcelo tras nombrarlo cardenal lo hizo gran penitenciario.
Este comportamiento hizo sentenciar al pueblo romano: quod non fecerunt barbari, fecerunt Barberini (Lo que no hicieron los bárbaros, lo hicieron los Barberini).  
Sumó a las posesiones pontificias el ducado de Urbino en 1631. 
Inducido por sus parientes, que querían hacerse con los ducados de Castro y Ronciglione, Urbano VIII entabló una indecorosa guerra contra el señor de estos territorios, el duque de Parma, Odoardo I Farnesio. Tras intentar la quiebra económica del Farnesio mediante la prohibición de la importación a Roma del grano procedente del ducado de Castro, en octubre de 1641, las tropas papales invadieron el territorio ducal, a la par que excomulgaba a Odoardo y le privaba nominalmente de todas sus posesiones.
El duque de Parma reaccionó formando una coalición contra el papa a la que se adhirieron Toscana, Módena y Venecia, logrando derrotar a las fuerzas pontificias y proponiendo negociaciones de paz que no fueron aceptadas por Urbano VIII. Continuó la lucha y, por fin, ante la superioridad bélica de los coligados, el papa se vio forzado a capitular de forma humillante en marzo de 1644.
De no haber sido por el apoyo recibido de Francia, Roma habría sido conquistada por sus adversarios, por ello, y quizás consciente de su debilidad militar, Urbano VIII se consagró a la creación de un potente ejército y a la fortificación de sus territorios. Fundó una fábrica de armas en Tívoli, reforzó todas las estructuras defensivas de sus plazas de soberanía y levantó baluartes en torno a Castillo Sant'Angelo y Civitavecchia, empleando en todo ello enormes sumas sustraídas del erario de san Pedro.

### Galileo Galilei

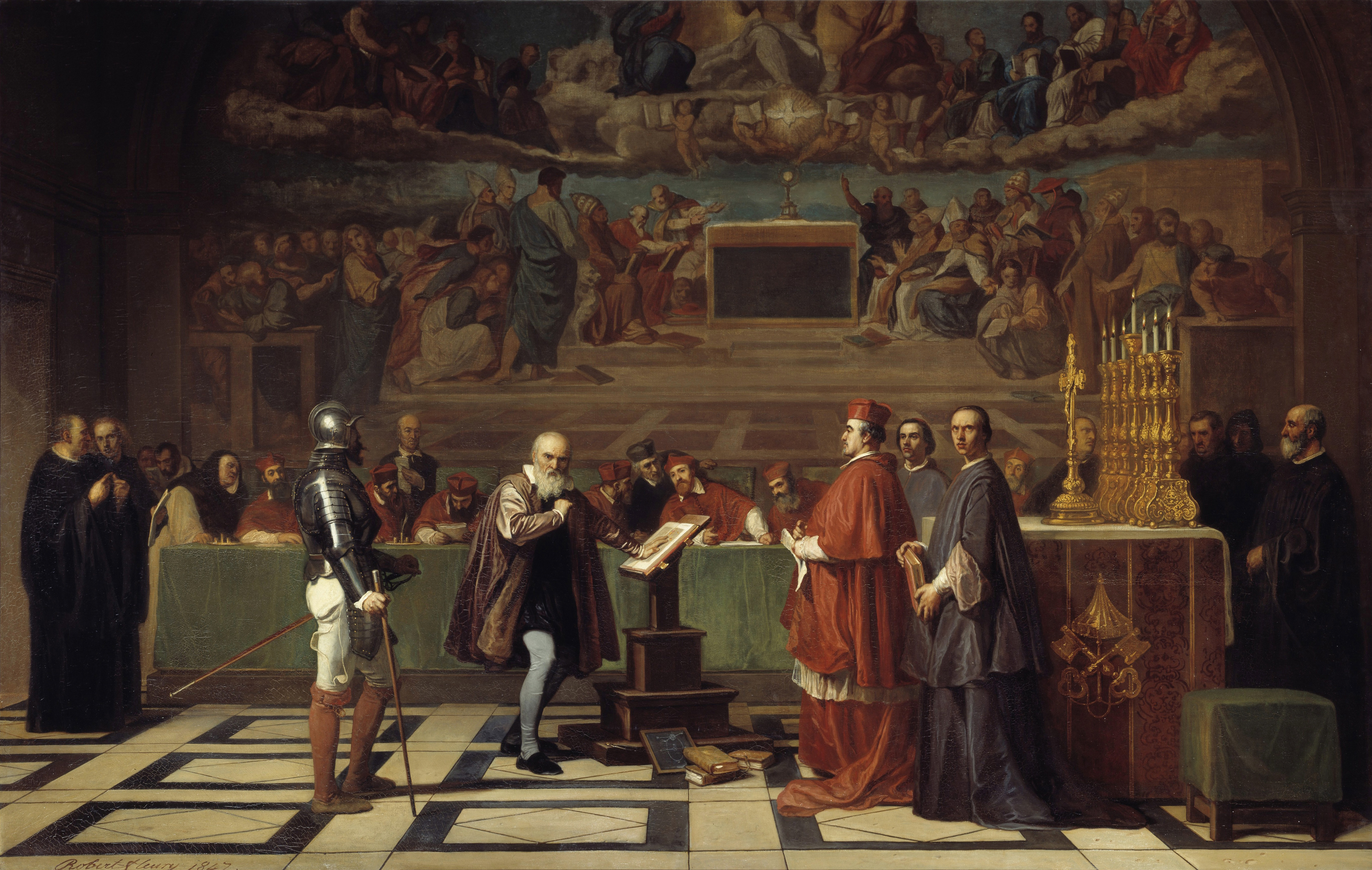
Galileo ante el Santo Oficio (Joseph-Nicolas Robert-Fleury, 1847)

En los primeros años de su pontificado se proclamó como protector de las ciencias y el arte, esto significó un estallido de euforia entre la comunidad de los Linces. Urbano VIII fue gran amigo de Galileo, incluso antes de subir al trono pontificio le escribió un poema en su honor titulado Adulatio Perniciosa. Galileo le retribuyó este acto con la dedicación de su libro Il Saggiatore. Sin embargo en 1630, después de la difusión de la obra magna de Galileo Diálogos sobre los dos máximos sistemas del mundo, Urbano VIII cambió radicalmente su postura hacia el sistema copernicano (defendido por Galileo), debido a que algunos de sus consejeros apelaban a la idea de que «Simplicio», el personaje necio e ignorante de la obra, defensor de las ideas aristotélicas, fue creado por Galileo para ridiculizarlo a él mismo. Urbano VIII estuvo presente en el juicio que se siguió contra Galileo el 23 de septiembre de 1632 y el 22 de junio de 1633, en el que este se vio obligado a retractarse de sus tesis sobre el heliocentrismo.
El 31 de octubre de 1992 Juan Pablo II reconoció los errores de la iglesia en el caso de Galileo. En su discurso, mencionó los errores cometidos por la mayoría de los teólogos de la época, pero no mencionaba la responsabilidad personal de Urbano VIII.

### La Guerra de los Treinta Años

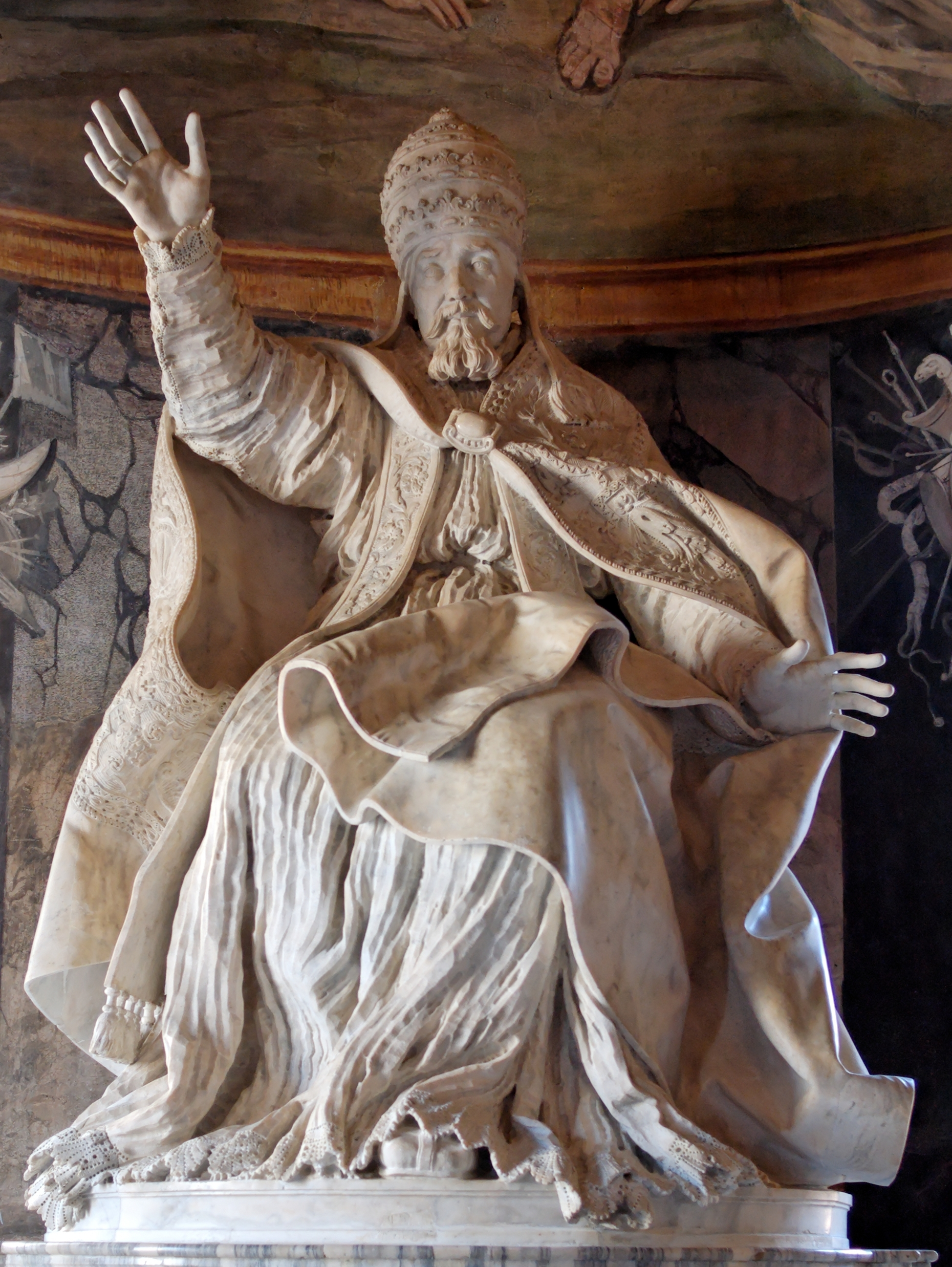
Estatua de Urbano VIII por Bernini y sus estudiantes entre 1635 y 1640 (Museos Capitolinos, Roma).

A Urbano VIII le tocó representar un difícil papel en el drama político de la guerra de los Treinta Años, toda una sucesión de guerras mal llamadas «de religión».
Francia, la monarquía del cristianísimo Luis XIII, la nación regida por cardenales como Richelieu y Mazarino, el país cuya diplomacia estaba encomendada al fraile capuchino François Leclerc du Tremblay (el padre José, la «eminencia gris»), se alineó en la campaña con los protestantes alemanes y con los suecos de Gustavo II Adolfo contra los Habsburgo españoles y austriacos.
Felipe IV pidió al papa en reciprocidad con su incuestionada fidelidad la ayuda económica del Vaticano y la condena espiritual de la desleal política francesa. Protestó enérgicamente por medio de sus cardenales ante el consistorio romano denunciando que el papa obrara en connivencia con Francia, cómplice, a su vez, de los protestantes cuando luchaban contra las monarquías verdaderamente católicas.
Mas el papa no respondió. Pesaban demasiado las lecciones del pasado, de forma que Urbano VIII temía tanto el excesivo poder del eje imperial hispano-alemán del que Italia nunca se había visto libre, como que Francia se orientase hacia posiciones cismáticas como las adoptadas por Inglaterra. Quiso mantener una aparente neutralidad no comprendida por el bando católico y arriesgó que Roma se viera expuesta a la ofensiva de las tropas imperiales con la que amenazaba seriamente Albrecht von Wallenstein. 
Se evitó en última instancia cuando el papa, en un gesto compensatorio de su negativa a reprobar la actuación francesa, quiso complacer a Felipe IV con otra negativa: en este caso, la del reconocimiento de la independencia de Portugal, que lograba desgajarse de España en 1640, y de la legitimación de la casa de Braganza en la persona de Juan IV.

### Mecenazgo
Durante su pontificado Urbano VIII patrocinó las artes y se convirtió en mecenas de varios artistas, entre los que destaca Gian Lorenzo Bernini, al que le encargó el célebre baldaquino de San Pedro sobre el altar de la Basílica de San Pedro. Al camarero Antonio Latini.
A su política de mecenazgo se debe también la construcción del Palacio Barberini en Roma, la iglesia de Santa Maria della Concezione dei Cappuccini y la villa de Castel Gandolfo, lugar de vacaciones de los papas.
Quod non fecerunt barbari, fecerunt Barberini es una expresión latina que, traducida literalmente, significa: Aquello que no han hecho los bárbaros, lo han hecho los Barberini.Esta frase hace referencia a una denuncia pública muy famosa hecha por el pueblo de Roma y que fue fijada sobre la estatua del Pasquino, la más famosa de las estatuas parlantes de Roma, contra el papa Urbano VIII (Maffeo Barberini) y su familia y en la que se criticaban sus excesos y su política de destrucción de la antigua Roma Imperial en pos de la construcción de la nueva y majestuosa Roma Barroca de Bernini, siendo uno de los episodios más tristemente recordados aquel en el que el papa hizo retirar los casetones de bronce de la cúpula del Panteón para ser utilizada en la construcción del Baldaquino de San Pedro y en los cañones de Castel San'Angelo.
Las profecías de san Malaquías se refieren a este papa como Lilium et rosa (El lirio y la rosa), cita que al parecer hace referencia a su lugar de nacimiento, Florencia, cuyo símbolo es la flor de lis (lirio) y que comparte con Francia, país que durante su pontificado tuvo graves conflictos con Inglaterra, simbolizada por una rosa.